# Жиронд
 Тази статия е за естуара.  За департамента вижте Жиронд (департамент).  
Жиронд (на френски: Gironde) е естуар в югозападна Франция, на източния бряг на Бискайския залив, който служи за общо устие на реките Гарона и Дордон. Дължината му е 75 km, ширината при устието – 12 km, а общата му площ – 635 km². На брега на Жиронд е разположено голямото пристанище Бордо.